# Пчела работничка
Пчела-работничка се нарича женската безплодна пчела в пчелното семейство, която представлява основната му маса.

## Външен вид и структура на тялото
Тялото е с дължина 12 – 14 мм., а теглото е 90 – 120 мг. Тялото на пчелата е с тъмен цвят като наситеността му зависи от породата. Върху главата се намират устните органи, пипалата и очите. Устните органи се съставят от горна и долна челюст, горна и долна устна и езиче. С помощта на горните челюсти пчелата гризе, а долната челюст и устата заедно с езичето образуват хоботчето ѝ. Хоботчето е с дължина 6 – 7 мм и служи за всмукване на течности, събиране на нектар и хранене на пилото. Двойката антени на главата осигуряват сетивността на пчелата.
Очите са 2 типа – прости (3 бр.) и сложни (2 бр.). Сложните очи са изградени от отделни очички наречени фасетки. Техния брой наброява около 4 – 5 хил. Крилата са закрепени върху гърдите. Те са два чифта като при полет се съединяват по двойки с помощта на кукички и осигурават по-голяма площ. Коремчето е най-голямата част от тялото. Репродуктивните органи са закърнели. Има четири восъчни жлези, които образуват восък за изграждане на килийките. В края на коремчето се намира жиленосният апарат.

## Развитие
Пълният цикъл от снасянето на яйце до имаго при пчелата работничка продължава за 21 дена. Три дена след снасянето се излюпва ларвата, която бива хранена 6 дена с пчелно млечице. След това за 3 дена преминава през стадия на предкакавида и още 9 дена като какавида.

## Значение
Основната функция на пчелата работничка е да събира нектар и поленови зърна. Освен това обаче отделните индивиди изпълняват множество други роли в семейството – хранят пилото, пазят, почистват и вентилират кошера, разузнават за паша, изграждат восъчни килийки, пазят майката и др.
Броят на възрастните пчели варира през различните сезони – от 10 до 60-70 хиляди. Зимно време са най-малко, а през лятото при усиления медобер – най-много. Скоростта на летене бива от 20 до 65 км/ч., и тя зависи от товара, който носи пчелата и скоростта и посоката на вятъра. През активния период на медосбор пчелата живее 35-50 дни, а през есенно – зимния период поради изпадането в анабиоза – до 4-5 месеца.